# Foquinha
Una foquinha, en español foquita y en inglés sealdribble es un regate de fútbol y sus deportes derivados —el fútbol sala y el fútbol playa—, caracterizado por elevar el balón y correr dando toques a este con la cabeza, al igual que una foca a una pelota, de ahí el nombre. Para su perfecta ejecución es necesaria una buena coordinación y control del balón.
Popularizada por el argentino Diego Armando Maradona, y posteriormente por el brasileño Kerlon Moura, este regate es muy eficaz debido a la capacidad de trasladar el balón sin perderlo o que sea quitado, ya que para esto último es necesario que el rival de una patada o un cabezazo al balón, lo que provocaría una lesión al mismo o una falta contra el regateador.

## Historia
El delantero italiano Marco Nappi la usaba. Su uso más famoso se produjo en el partido de ida de la semifinal de la Copa de la UEFA 1989-90, entre la Fiorentina y el Werder Bremen. En el partido disputado el 16 de septiembre de 2007 entre los equipos del Atlético Mineiro y del Cruzeiro de la liga brasileña, se desató la polémica cuando el defensa del Mineiro, Coelho paró con extrema violencia al delantero del Cruzeiro Kerlon Moura, mientras este realizaba una Foquinha. Esto derivó en un encendido debate en el fútbol brasileño, entre los partidarios del fútbol espectáculo y aquellos que anteponen el respeto por el rival. Coelho fue expulsado por el árbitro del encuentro y posteriormente sancionado por el Superior Tribunal de Justicia Deportiva brasileño con 120 días, así mismo el Atlético Mineiro fue multado con 10 000 reales y con el cierre de su estadio por un partido.